# Pass Lueg
Pass Lueg är ett bergspass i Österrike.   Det ligger i distriktet Hallein och förbundslandet Salzburg, i den centrala delen av landet, 250 km väster om huvudstaden Wien. Pass Lueg ligger 944 meter över havet.
Terrängen runt Pass Lueg är bergig åt sydväst, men åt nordost är den kuperad. Terrängen runt Pass Lueg sluttar norrut. Närmaste större samhälle är Kuchl, 7,8 km nordväst om Pass Lueg. 
I omgivningarna runt Pass Lueg växer i huvudsak blandskog. Runt Pass Lueg är det ganska tätbefolkat, med 83 invånare per kvadratkilometer.